# Šter
Šter je priimek več znanih Slovencev:
- Andrej Šter (*1958), pravnik in politik, diplomat?
- Blaž Šter, meteorolog, lovec na nevihte
- Branko Šter, računalnikar, univ. prof.
- Franc Šter (1878—1945), pravnik (Stritarjev prijatelj)
- Janez Šter (1931—2023), gospodarstvenik, športni (smučarski) delavec
- Janez Šter (?—2015), umetnostni zgodovinar, kustos, muzealec (Tržič)
- Janez Šter, matematik, doc. FMF
- Jože Šter (*1943), filozof in sociolog, pedagog
- Katarina Šter, muzikologinja in literarna komparativistka, raziskovalka povezav med literaturo in glasbo